# 佐藤景瑚
佐藤景瑚（日语：／ Sato Keigo，1998年7月29日—）日本男性偶像。出身于愛知縣。所屬經紀公司為LAPONE娱乐。偶像團體JO1的成員之一。於2019年的實境選秀節目「PRODUCE 101 JAPAN」中，以最終投票第七名成為偶像團體JO1的成員。

## 經歷
佐藤景瑚是爱知县名古屋市出身，与团员木全翔也不仅同为名古屋市出身，甚至连区也相同。佐藤景瑚曾就读于EXPG名古屋校，高中毕业后，进入美容专科学校学习，并取得了相关资格证书，成为了一名美发师。然而，在一次工作结束后，他练习洗发时忘记关水龙头，直接回了家。由于美容院在接下来的两天休业，水就一直流淌，导致美容院发生严重的水灾。这次重大失误使他在一个月后辞去了美容师的工作。回忆起那段时间，他表示：“很难熬。不知道是不是因为厌倦了。”他还谈到，辞职后生活无所适从，不知道接下来该做什么。
2019年，參加選秀節目PRODUCE 101 JAPAN，在最終決賽時以第七名的成績確定出道，成為JO1的成員，團體組合將在2020年3月4日發行出道單曲，正式展開活動。

## 演出作品

### 电视节目
- PRODUCE 101 JAPAN（2019年9月 - 12月、TBS、GYAO!（日语：GYAO!））
- シソンヌ長谷川×○○のキマリ（2023年3月24日 - 4月6日、朝日電視台）- 8代目MC[7]
- 火曜NEXT!『ケーススタディ～禁断の恋愛実験～』（2023年8月29日・9月5日、富士电视台）- MC[8]

### 電視劇
- 總之先乾杯吧？ 最終話（2023年3月23日、東京電視台） - 飾演 陸[9]
- 366日（2024年4月8日 - 、富士電視台） - 飾演 鮫島健司[10]

### 網路戲劇
- 青春方程式Girl's Type「どこ吹く風」「Dreamer」（2022年3月6日、Amazon Prime Video）- 飾演 田原正平[11]
- 總之先乾杯吧？～沒指望的男子們〜～（2023年3月23日、TVer）- 飾演 陸[9]

### 网络综艺
- 逃走中 Battle Royal（2022年11月15日、Netflix）- 全4集[12]

## 外部連結
- JO1官方網站的個人資料（页面存档备份，存于）
- PRODUCE 101 JAPAN官方網站的個人資料（页面存档备份，存于）